# Pentachloroéthane
Le pentachloroéthane, ou pentachloréthane, est un halogénoalcane de formule chimique CCl3CHCl2. Il se présente sous la forme d'un liquide incolore volatil à l'odeur évoquant le chloroforme et pratiquement insoluble dans l'eau. On l'obtient par chloration du trichloréthylène Cl2C=CHCl ou à partir du 1,2-dichloroéthane CH2ClCH2Cl. On l'utilise comme solvant pour les matières huileuses, les graisses, les résines et le caoutchouc naturel, pour le nettoyage des surfaces métalliques, ainsi que pour la séparation des impuretés du charbon. Il peut également être utilisé comme précurseur du perchloroéthylène Cl2C=CCl2.